# Po Tidholm
Po Alexander Tidholm, född 2 maj 1971 i Arbrå socken, är en svensk journalist, författare och kulturkritiker.

## Biografi
Po Tidholm är född och uppvuxen på ett småjordbruk utanför Arbrå i Hälsingland dit hans föräldrar, Anna-Clara och Thomas Tidholm, flyttade från Stockholm 1970  under "Gröna vågen".
Svante Tidholm är hans yngre bror. Han gick i skolan i Arbrå och Bollnäs. Tidholm bodde under hela 1990-talet i Stockholm, men är sedan 2000 återflyttad till Trönö i Hälsingland. Han inledde sin journalistbana på Sveriges Radio P3 där han var programledare och reporter, bland annat för programmen På Tiden, Flipper och Nattradion.
Från 1993 är han musikkritiker i Dagens Nyheter och frilansjournalist. Han är återkommande i bland annat Aftonbladet, Sonic, Fokus, Filter, Antik & Auktion, biltidningen Klassiker med flera. Han har varit krönikör i Godmorgon, världen! i Sveriges Radio P1 och medverkar återkommande i Spanarna i samma kanal.
Tidholm har arbetat med TV-mediet i kulturprogrammet Nike i SVT och som allmänreporter på Rapport. Under hösten 2016 var han programledare för tv-serien "Resten av Sverige" i SVT1.
Han var chefredaktör på Norrländska litteratursällskapets tidskrift Provins 2000–2002.
Po Tidholm har i sitt arbete ofta återkommit till Norrland. 2012 kom boken Norrland, där han samlade ett urval av sina essäer och reportage. Boken blev mycket uppmärksammad och fick övervägande god kritik. Tidholm turnerade under 2013 som föreläsare i de flesta norrländska kommuner.
Sedan 2014 driver han ”Norrlandspodden” tillsammans med journalisten Sofia Mirjamsdotter.
Han var värd för Sommar i P1 i Sveriges Radio 1998 och återkom som programvärd 2014.
Tidholm var under 2019 och 2020 gästprofessor vid institutionen för media, geografi och kommunikation vid Karlstads universitet.
Po Tidholm utsågs av regeringen till ledamot av styrelsen för Statens kulturråd i december 2019, med förordnande på minst tre år.

## Priser och utmärkelser
- 2013 – Olof Högberg-plaketten [10]
- 2015 – Ludvig Nordström-priset [11]
- 2015 – Hedersledamot vid Norrlands nation i Uppsala
- 2017 –  Årets lantis [12]
- 2019 – Gästprofessor vid Karlstads universitet [13]